# Katja Sandberg
Katja Sofia Sandberg (tidigare Blomquist), född 2 november 1973 i Stockholm, är en före detta svensk skådespelare.
Sandberg debuterade som Åkes syster Aja i långfilmen Åke och hans värld (1984), men mest känd är hon troligen för när hon som 13-åring spelade rollen som den revolterande tonåringen Sara Forss i TV-serien Varuhuset (1987). Meningen var att hon skulle medverka i 12 avsnitt, men serien sändes mellan 1987 och 1989 och det blev 60 avsnitt. Hon gick fortfarande i skolan och var inte beredd på att hennes medverkan skulle ha så stort genomslag, där hon plötsligt blev igenkänd överallt. Hennes rollfigur Sara var problematisk och sågs i serien både snatta, röka hasch och förstöra kläder på damavdelningen, något som många tittare levde sig in i.
Efter varuhuset hade hon några mindre roller, bland annat i TV-serien Snoken (1993), men har därefter lämnat agerandet bakom sig.

## Filmografi
- 1984 – Åke och hans värld
- 1987 – Varuhuset (TV-serie)
- 1989 – African journey (TV-film)
- 1990 – African journey
- 1990 – African journey 2
- 1993 – Snoken (TV-serie)